# 最後悼別
最後悼別，或譯：最后的告别 ，是一首由蘇格蘭演員比利·包依德演唱的歌曲，同時也是2014年電影《哈比人：五軍之戰》的片尾曲。歌曲曲調由作曲家霍華·蕭創作；歌詞則是包依德與電影編劇彼得·傑克森、法蘭·華許、菲利帕·鮑恩斯等人共同創作的，有部分來自托爾金「比爾博的行路歌」的最後一段。
該歌曲最初是在紐西蘭威靈頓先錄好音，之後又在尼爾·芬恩的工作室補錄了吉他的部分。
比利·包依德此前曾在《魔戒》電影中飾演哈比人皮聘，他表示：「我想用這首歌，向所有參與到這段旅程中的影迷們道别」。電影導演彼得·傑克森則說這首歌是向魔戒影迷們及中土世界正式道別，所以讓曾在《魔戒》裡出演過角色的比利·包依德來演唱，銜接《魔戒》與《哈比人》系列六部電影。
在2014年11月發布的最後悼別歌曲MV中，交叉剪接著《魔戒》與《哈比人》系列六部電影的畫面以及幕後花絮的鏡頭。

## 發行
最後悼別收錄在2014年12月發行的《哈比人：五軍之戰》電影配樂原聲帶當中。